# Baobab Ombalantu
El Baobab Ombalantu o Arbre de Vida és un baobab africà gegant situat al nord de Namíbia, a la Carretera Principal 123 de Tsandi. Fa 28 metres d'alt, 26.5 metres de perímetre, i es calcula que té uns 800 anys.
El tronc de l'arbre té una porta on poden entrar 35 persones. Ha servit com a capella, oficina de correus, casa, i un lloc per amagar-se durant diverses etapes de la Història de Namíbia. El 2014 l'arbre és una atracció turística, a més de servir com un element de cohesió de la comunitat Ovambo i un element per recordar la història de la lluita per la independència de Namíbia.